# Call to Arms (Saxon)
Call to Arms è il diciannovesimo album in studio del gruppo musicale heavy metal britannico Saxon, pubblicato nel 2011.

## Storia
Il disco è stato registrato presso i Chapel Studios nel Lincolnshire e presso gli Electric Studios di Brighton. È stato pubblicato tra il 3 e il 10 giugno 2011 in tutta Europa e nel settembre dello stesso anno negli Stati Uniti.
Alle registrazioni del disco ha preso parte anche il tastierista Don Airey, già membro dei Deep Purple.

## Tracce
1. Hammer of the Gods – 4:23
2. Back in 79 – 3:28
3. Surviving Against the Odds – 2:59
4. Mists of Avalon – 5:02
5. Call to Arms – 4:28
6. Chasing the Bullet – 4:14
7. Afterburner – 3:06
8. When Doomsday Comes – 4:29
9. No Rest for the Wicked – 3:09
10. Ballad of the Working Man – 3:48
11. Call to Arms (Orchestral Version) – 4:28

## Formazione
Gruppo
- Biff Byford - voce
- Paul Quinn - chitarra
- Doug Scarrat - chitarra
- Nibbs Carter - basso
- Nigel Glockler - batteria

Altri musicisti
- Don Airey - tastiere